# نمادهای دولت سوسیالیستی
نمادهای دولت سوسیالیستی، قالب یا چهارچوبی منحصر به فرد از نمادپردازی کمونیستی می‌باشد که برمبنای آن نشان یک دولت-ملت طراحی می‌شود. به‌طور عمده این نمادها پس از انقلاب‌های سوسیالیستی جایگزین نمادهای سنتی اشرافی و سلطنتی در کشورهای مختلف شدند.
اتحاد جماهیر شوروی نخستین دولتی بود که از این نشان‌ها برای معرفی و تبلیغ خود در سال ۱۹۲۲ استفاده کرد. پس از جنگ جهانی دوم و گسترش دولت-ملت‌های سوسیالیستی استفاده از این نمادها هم رشد زیادی کردند و کم‌کم جایگزین نمادهای کهنهٔ ماقبل خود شدند، حتی بسیاری از دولت‌های غیر سوسیالیستی(کمونیستی)که با کمک شوروی به استقلال دست‌یافته بودند نیز از این سبک نمادپردازی بهره بردند. پس از فروپاشی شوروی و دیوار برلین، بسیاری از دولت‌ها به نمادپردازی‌های سنتی و ملی خود بازگشتند و برخی نیز نمادهای ملی خود را در همین چارچوب بازآفرینی کردند.

## مشخصات
بسیاری از کشورها از سمبل‌ها و مشخصات زیر در نمادهای خود استفاده می‌کردند:
- داس و چکش:چکش نماد طبقهٔ کارگر و داس نماد برزگران (کشاورزان) بود. در برخی دولت‌ها تنها از نماد چکش استفاده می‌کردند که این به معنی نبود طبقهٔ برزگر در آن سرزمین بود. داس و چکش به‌طور کلی نماد ایدئولوژی مارکسیسم-لنینیسم هم بود.
- ستارهٔ سرخ پنج‌پر :ستاره‌ای به رنگ قرمز و پنج‌پر که نشانی بود از پنج انگشت دست کارگران یا پنج قارهٔ حاضر در زمین.
- تاج‌گلی از غلات (گندم) یا گیاهان بومی که نشانی از فراوانی و خرمی بود.
- ربان‌هایی درهم تنیده به رنگ‌های ملی یا سرخ.
- نمادهای صنعتی مانند چرخ‌دنده‌های کارخانه‌ها یا دکل‌های برق.
- طلوع خورشید که نمایانگر انقلاب و آفرینش دوباره بود.
- کرهٔ زمین.
- طبیعت.
- کتاب.

### دولت‌های مارکسیست-لنینیست

نشان ملی اتحاد جماهیر شوروی سوسیالیستی (از ۱۹۵۱ تا ۱۹۹۱)

نشان ملی جمهوری خلق چین (از ۱۹۵۰ تا کنون)

نشان ملی جمهوری دموکراتیک خلق لائوس (از ۱۹۹۲ تاکنون)

نشان ملی جمهوری سوسیالیستی ویتنام (از ۱۹۷۶ تاکنون)

نشان ملی جمهوری دموکراتیک آلمان (از ۱۹۵۰ تا ۱۹۵۳)

نشان ملی جمهوری دموکراتیک آلمان (از ۱۹۵۵ تا ۱۹۹۱)

نشان ملی جمهوری خلق بلغارستان (از ١٩٧١ تا ١٩٩١)

نشان ملی جمهوری مهاباد (از ١٩۴۶ تا ١٩۴٧)

نشان ملی جمهوری شوروی سوسیالیستی گرجستان (از ١٩٣٧ تا ١٩٨١)

نشان ملی جمهوری شوروی سوسیالیستی قرقیزستان (از ١٩٣۶ تا ١٩٣٧)

نشان ملی جمهوری شورایی خلق بخارا (از ١٩٢٠ تا ١٩٢۵)

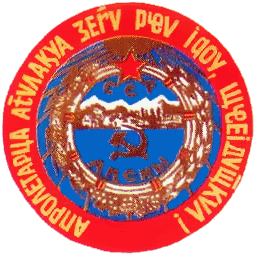
نشان ملی جمهوری سوسیالیستی آبخاز (از ١٩٢١تا ١٩٣١)

### دولت‌های سوسیالیست ملی‌گرا

نشان ملی جمهوری دموکراتیک خلق کره (از ۱۹۴۸ تاکنون)

## نگارخانه

### دولت‌های غیر مارکسیست-لنینیست و غیر سوسیالیست
نمادهای کشورهای زیر تاکنون در همان چارچوب سوسیالیستی بازآفرینی یا حفظ شده اند.

نشان ملی افغانستان (از ٢٠٠۴ تا ٢٠١٣)

نشان ملی باشقیرستان

نشان ملی آنگولا (۱۹۹۰ تا کنون)

نشان ملی بلاروس (از ۱۹۹۵ تاکنون)

نشان ملی گینه بیسائو (از ۱۹۷۳ تاکنون)

نشان ملی شمال مقدونیه (از ۲۰۰۹ تاکنون)

نشان ملی موزامبیک (از ۱۹۸۲ تاکنون)

نشان ملی تاجیکستان (از ۱۹۹۳ تاکنون)

نسان ملی ترانس‌نیستریا

نشان ملی ازبکستان (از ۱۹۹۲ تاکنون)

نشان ملی جمهوری دموکراتیک عربی صحرا (از ١٩٢۶ تاکنون)